# Panzer II Ausf. B
El Panzerkampfwagen II versió B, és un tanc que es va utilitzar en la Segona Guerra Mundial. La posada en pràctica alemanya del transportador cuirassat (com PzKpfw I també conegut com a Ausf B - Sd Kfz 121) és el continuador de Pz Kpfw II Ausf A1, Pz Kpfw II Ausf A2 i el Pz Kpfw II Ausf A3 - el Sd Kfz 121.

## Context
El Panzerkampfwagen II Ausf B es va convertir en el punt de mira mentre que el model de producte amb tot aquest model van proveir de millores completes d'una gamma als problemes de les tres alternatives del primer model, Pz Kpfw II Ausf A1, A2 i A3. El marc, la transferència del motor va ser millorat, el sistema de refrigeració i expressa adaptat, els acoblaments de l'eruga i les rodes del curs eixamplades, l'achterbumper aixecat (parafang i més material) i un nombre de punts d'ancoratge entre altres coses del motor van ser reforçats.
Ausf B és també una preproducció de vehicles amb modificacions introduïdes en una solució als problemes dels primers tres variants. MAN i Daimler-Benz va produir només el 25 de febrer a març de 1937 (número de bastidor 21001-21025). Ausf B tenia el mateix però millorat la suspensió dels seus predecessors, així com modificar la transmissió, la refrigeració i el sistema d'escapada. S'alimenta de 140hp Maybach HL 62 TR 6 cilindres (motor estàndard per a tots els tancs Panzer II) amb la carretera gamma de 200 kilòmetres. L'armadura de protecció va des de 5 a 13 mm.

## Anys de servei
Per exemple les primeres tres alternatives de Panzer II (A1, A2 i A3) la posada en pràctica del model B del Pz Kpfw II van ser classificats en els regiments de l'armadura com a partir del ressort de 1936. Previst inicialment per al grup i companyia, també van ser utilitzats per un grup de l'oca en cada companyia. El Panzer II estava el 1940/1941 del tanc principal a la campanya polonesa però en les ofensives posteriors a l'oest van ser utilitzats principalment per a les missions de l'exploració. Perquè la producció dels retards contrets, el Panzer II del Panzer III i del Panzer IV, van ser assignades a les entitats sempre extenses de l'armadura i, contra la intenció original, a l'ús més llarg als fronts de la guerra. Durant l'ofensiva russa, l'Operació Barbarroja, cada regiment de l'armadura, cada armadura tenia detachement i cada companyia de l'armadura que els tancs d'un Panzer II del grup per a l'exploració apunten. En 1942, aquests verkenningspelotons de les companyies van ser presos i els Pz Kpfw II fuerón acomiadat de les entitats primàries de la lluita com de l'extrem 1943 todabia seguia havent-hi en servei als fronts secundaris al final de la Segona Guerra Mundial. El Panzer II va aparèixer després de 1941 ràpidament massa feble per a les entitats de la lluita, amb tot d'una exploració més ideal - i el vehicle de l'entrenament i un pas important en el desenvolupament dels tancs més pesats.